# Bath (Zélande)
Pour les articles homonymes, voir Bath (homonymie).
Bath est un hameau et ancienne commune de la Zélande, qui appartient aujourd'hui à la commune de Reimerswaal. Bath est situé sur la partie est de l'isthme de Zuid-Beveland.

## Histoire
La commune de Bath a été créé en 1816 à partir d'une partie de la commune de Rilland en Bath (le village de Bath proprement dit) et la commune de Fort Bath. Cette commune fut également appelée Fort Bath en Bath. En 1878, Bath et Rilland fusionnèrent pour former la nouvelle commune de Rilland-Bath, commune intégrée dans Reimerswaal depuis 1970. Rilland-Bath est toujours le nom de la gare ferroviaire.

## Église
La particularité de l'église villageoise de Bath est son appartenance à une communauté évangélique. Il s'agit probablement de la seule localité néerlandaise ayant une église villageoise évangélique. Cette communauté a été fondée en 1888 lors du déplacement de l'église réformée à Rilland.